# Vautorte

Vautorte este o comună în departamentul Mayenne, Franța. În 2009 avea o populație de 582 de locuitori.